# Alberto Tota
Alberto António May Tota (em grafia antiga Totta) CvC (Lisboa, 22 de Janeiro de 1882 - Sintra, 10 de fevereiro de 1963) foi um solicitador e publicista português.

## Biografia
O pai era de ascendência judaica sefardita e a mãe era de ascendência inglesa.
Foi secretário de vários ministros e governadores civis, vereador dos municípios de Lisboa e de Sintra, mesário da Santa Casa da Misericórdia de Sintra, director da Adega Regional de Colares e do Sindicato Agrícola da Região de Colares. Foi, também, director dos Hospitais Civis de Lisboa.
Escreveu várias monografias sobre desportos e política, e, entre elas, A História do Clube Naval de Lisboa.
Juntamente com F. Machado, publicou Recordações duma Colonial: Memórias da Preta Fernanda (1912).
Colaborou nos jornais: O Mundo, Sports Ilustrados, Voz de Torres, Plebe, Sintra Regional e Jornal de Sintra.
Foi Cavaleiro da Ordem Militar de Cristo a 28 de Junho de 1919 e Oficial da Ordem do Mérito Naval de Espanha.